# David Ángel
Juan David Henao (Medellín, 11 de marzo de 1981), más conocido por su nombre artístico David Ángel, es un cantautor colombiano de salsa y música cristiana. Luego de participar en el certamen televisivo Yo me llamo en 2011, publicó su primer álbum de estudio en 2013 bajo el sello discográfico Codiscos y cinco años después estrenó su segundo disco, por el que recibió en 2019 una nominación a los Premios Arpa en la categoría de Mejor Álbum de Música Regional o Tropical.

## Biografía

### Primeros años e inicios
David Ángel nació en la ciudad de Medellín el 11 de marzo de 1981. Vivió su infancia y parte de su juventud en Rionegro, Antioquia, donde empezó a mostrar su afición al canto participando en una variedad de concursos y ferias musicales, en las que interpretaba canciones de salsa de artistas como Gilberto Santa Rosa, Víctor Manuelle, Héctor Lavoe y Oscar D' León. En 2011 se presentó como uno de los concursantes en el programa de concurso colombiano Yo me llamo, en el que personificó al artista panameño Rubén Blades. Avanzó hasta las instancias finales del programa, finalizando en la octava posición.

### Carrera
El reconocimiento obtenido en Yo me llamo lo llevó a participar en 2012 en la versión peruana del concurso, titulada Yo soy. En 2013 firmó un contrato con la compañía discográfica Codiscos y publicó su primer álbum de estudio, titulado A son de gracia 1.0. Ese mismo año fue incluido en el cartel de la Feria de Cali y se presentó en otros eventos en países de Suramérica, en México y en Europa.
En 2015 presentó su sencillo «Ama con locura» en el Estadio Atanasio Girardot de Medellín, en la previa de un partido entre Atlético Nacional y Boyacá Chicó por la Categoría Primera A. El vídeoclip de la canción fue grabado en el barrio Belén las Mercedes de dicha ciudad. A finales del mismo año se convirtió en el único artista colombiano invitado a participar en el evento benéfico Teletón Ecuador. En 2016 publicó un nuevo sencillo, titulado «Le hace falta un beso», y realizó una gira europea en la que compartió escenario con el artista Marc Anthony durante un recital en la ciudad de Benidorm, España. Cerró su gira en diciembre de 2016 junto a los cantantes Ozuna y Silvestre Dangond en la ciudad de Rionegro, Antioquia. A finales de ese año ganó el premio Lo Mejor del Oriente Antioqueño en la categoría de Mejor Artista Solista Masculino.
En julio de 2017 fue invitado a la edición número 48 del Festival Colombiano en celebración del Día de la Independencia de Colombia, llevado a cabo en la ciudad de Nueva Jersey, Estados Unidos. En diciembre se presentó en las Fiestas de las Tradiciones Rionegreras, donde participaron otros artistas como Willie Colón, Jorge Celedón y Peter Manjarrés. A mediados de 2018 inició la promoción de Valió la pena, su siguiente álbum de estudio, realizando presentaciones en varias ciudades de los Estados Unidos y apareciendo en programas de canales como Univisión, Telemundo y TV Azteca. El álbum, publicado por Codiscos en mayo de 2018, presenta una fusión de salsa con música tropical, urbana, bolero y hip hop, y letras con mensaje cristiano. Un año después recibió una nominación a los Premios Arpa en la categoría de Mejor Álbum de Música Regional o Tropical por Valió la pena.
En agosto de 2020 estrenó un nuevo sencillo llamado «Me quitó la pena», publicado también por la compañía discográfica Codiscos.

## Discografía

### Álbumes de estudio
| Año  | Título                      | Discográfica |
| ---- | --------------------------- | ------------ |
| 2013 | A son de gracia 1.0         | Codiscos     |
| 2017 | Para todas las generaciones | Codiscos     |
| 2018 | Valió la pena               | Codiscos     |

### Sencillos
| Año  | Título                     | Discográfica |
| ---- | -------------------------- | ------------ |
| 2015 | «Ama con locura»           | Codiscos     |
| 2016 | «Le hace falta un beso»    | Codiscos     |
| 2016 | «Cinco minutos y nada más» | Codiscos     |
| 2020 | «Me quitó la pena»         | Codiscos     |